# Dagobert Ier
Pour les articles homonymes, voir Dagobert.
Dagobert Ier (en latin : Dagobertus), né vers 600 et mort le 19 janvier 639, est un roi des Francs. Membre de la dynastie des Mérovingiens, arrière-arrière-petit-fils de Clovis Ier, il règne sur le royaume des Francs de 629 à 639.
Fils de Clotaire II et de son épouse Bertrude, il est nommé par son père roi d'Austrasie en 623 pour satisfaire la noblesse locale, menée par le maire du palais Pépin de Landen et l'évêque Arnoul de Metz. À la mort de Clotaire, en 629, il acquiert la Neustrie et la Bourgogne. Devenu seul souverain à la mort de son frère Caribert II en 632, il entreprend la soumission de peuples frontaliers comme les Bretons à l'Ouest et les Gascons au Sud, et rend tributaire les Thuringiens, les Alamans et les Bavarois.
Durant cette période, il a sa résidence le plus souvent autour de Paris, notamment à Clichy. Il s'entoure de fonctionnaires expérimentés, tels que Éloi de Noyon et Ouen de Rouen, et développe les relations diplomatiques avec les royaumes étrangers, en signant notamment un traité de paix avec l'empereur byzantin Héraclius en 631. Contraint comme son père par les exigences de l'aristocratie austrasienne, il nomme roi son fils Sigebert, alors en bas âge, en 634. Il attribue de même en 636 à son second fils, Clovis, la Bourgogne et la Neustrie, perpétuant ainsi la tradition de partage du royaume.
Deux ans plus tard, à l'approche de la mort, il est transporté à l'abbaye de Saint-Denis, qu'il a richement doté, et s'y fait inhumer. Il est le premier roi à reposer au sein de la basilique, qui deviendra par la suite une nécropole royale.  Déjà affaibli durant son règne, le pouvoir monarchique passe entre les mains des maires du palais à partir de sa mort, tandis que le royaume est divisé entre ses fils Sigebert III et Clovis II. Ses descendants seront connus comme les rois fainéants à partir des Carolingiens, dynastie succédant aux Mérovingiens.
Les seules sources mises à disposition pour établir la vie de Dagobert sont essentiellement la Chronique de Frédégaire, où il apparaît comme un souverain jouissant d'un pouvoir absolu, et les Gesta Dagoberti, qui retracent les bénéfices apportés par le roi à la basilique Saint-Denis. Il passe à la postérité par la chanson populaire Le Bon Roi Dagobert, écrite à la fin du XVIIIe siècle, qui le met en scène aux côtés de son contemporain et proche conseiller, saint Éloi.

## Contexte historique
Le règne de Dagobert se déroule environ 130 ans après celui de Clovis et 120 ans avant l'avènement du carolingien Pépin le Bref.
Dagobert prend la succession de son père Clotaire II ; ce dernier a unifié les terres franques alors réparties entre les petits-fils de Clovis. Dagobert règne donc sur un royaume unifié. Cependant, il doit compter avec la noblesse austrasienne, qui avait su monnayer son aide auprès de Clotaire II contre Brunehaut.

### La dynastie mérovingienne de Clovis à Dagobert
Le règne de Clovis (481-511) a établi la domination des Francs sur la plus grande partie de la Gaule ex-romaine. À la mort de Clovis, le royaume est partagé entre ses quatre fils, puis réunifié vers 555, augmenté de la Bourgogne, par Clotaire Ier.
Un nouveau partage a lieu à la mort de celui-ci entre ses quatre fils : l'un, Caribert meurt en 567 ; Gontran, roi de Bourgogne, reste dans une certaine mesure à l'écart du conflit, commencé vers 570, entre les couples Sigebert-Brunehilde/Brunehaut (royaume de Metz) et Chilpéric-Frédégonde (royaume de Paris, Neustrie) ; Sigebert est assassiné en 575, Chilpéric en 584 ; il laisse un fils de quelques mois, Clotaire, qui triomphe en 613 avec l'exécution de Brunehilde et de ses arrière-petits-enfants. Il réunifie alors le royaume franc. Cependant, sous la pression des nobles austrasiens, il doit dès 623 confier le royaume d'Austrasie à son fils Dagobert, qui lui succède comme roi des Francs en 629.

### Le monde à l'époque de Dagobert
Sous le règne de Dagobert, le royaume franc couvre l'ancienne Gaule ainsi que des dépendances en Germanie, notamment la Bavière. Il est ici au contact de peuples encore païens : les Frisons, les Saxons et les Alamans en Germanie, les Avars en Pannonie (actuelle Hongrie).
Au nord, l'actuelle Angleterre est divisée entre différents royaumes anglo-saxons (Kent, Mercie, etc.), dont certains sont encore païens.
Au sud-est, l'Italie est aux mains des Lombards (royaume des Lombards, duchés de Spolète et de Bénévent), dont beaucoup sont encore ariens ou païens, et de l'Empire byzantin (Exarchat de Ravenne, dont dépend Rome, siège de la papauté ; Sicile et Italie du Sud).
Au sud-ouest, l'Espagne est aux mains des Wisigoths (royaume de Tolède, dont est originaire la reine Brunehilde).
La grande puissance de l'époque est l'Empire byzantin (capitale : Constantinople) qui contrôle, en plus des provinces italiennes, le Sud des Balkans, le Moyen-Orient et l'Afrique du Nord. La date de 630 est importante pour l'avenir de ces régions : c'est l'année de la prise de La Mecque par les musulmans de Médine, donc le début des conquêtes musulmanes ; le prophète de l'Islam, Mahomet meurt en 632.

### Pépinides et Arnulfiens à l'époque de Dagobert
Les Pépinides et Arnulfides, ancêtres des Carolingiens, constituent dès cette époque deux familles importantes en Austrasie. Parmi eux, on doit citer le maire du palais Pépin de Landen et saint Arnoul. De leur alliance et du mariage de leurs enfants naîtra la famille carolingienne. Ils possèdent de très nombreux domaines, en particulier dans la vallée de la Meuse (Herstal, Jupille, etc.). Après Dagobert, les maires du palais d'Austrasie, de Neustrie ou de Bourgogne jouent un rôle croissant, au détriment des rois de la famille mérovingienne.

## Sources
Les sources concernant le règne de Dagobert sont d'abord des chroniques :
- la chronique de Frédégaire, qui date du VIIe siècle[2] ;
- le Liber Historiae Francorum (VIIIe siècle)[3] ;
- les[4] Gesta Dagoberti[5], ouvrage rédigé au IXe siècle[6] aux environs de 835 par Hilduin de Saint-Denis et Hincmar de Reims[7].

La chronique de Frédégaire est rédigée peu après le règne de Dagobert. Mais elle est tout de même biaisée par le point de vue de son auteur, qui juge les rois en fonction de leur attitude vis-à-vis de l'Église. Les deux chroniques ultérieures sont encore plus biaisées, parce que le règne de Dagobert est, dans les milieux carolingiens, l'objet d'une reconstruction qui en fait le roi mérovingien le plus remarquable après Clovis.
Il existe aussi quelques chartes (le plus souvent des chartes de donation). Certaines datent du règne de Dagobert, mais un assez grand nombre de fausses chartes attribuées à Dagobert ont été rédigées après sa mort, du IXe  au  XIIe siècle, en particulier à l'abbaye de Saint-Denis, lieu de la sépulture de Dagobert, et plus tard de Charles Martel et Pépin le Bref, puis des Capétiens. On a au total 40 documents dont 33 sont faux (20 documents concernent Saint-Denis, dont 18 faux),.
Ce phénomène des fausses chartes de Dagobert est lié à la valorisation de son rôle à l'époque carolingienne, puis sous les Ottoniens et les Capétiens. Dans cette perspective, ont aussi été élaborées de fausses généalogies établissant le rattachement des Carolingiens, puis d'autres familles, aux Mérovingiens grâce à une sœur (inventée) de Dagobert ; cette pratique a encore lieu au XVIe siècle au sein de la famille des ducs de Lorraine en lutte contre la famille royale française des Valois.

## Biographie

### Formation

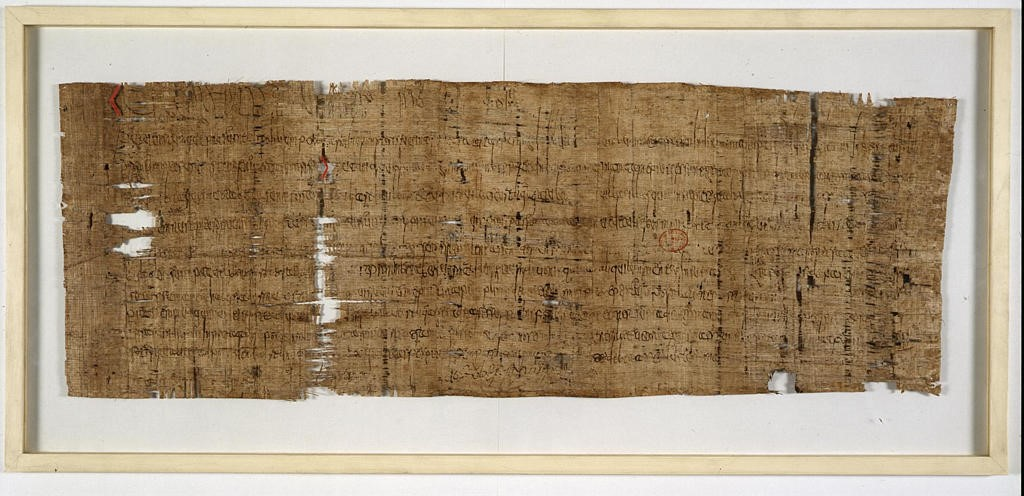
Diplôme de Dagobert Ier (628).

Dagobert est le fils de Clotaire II (fils de Chilpéric Ier et arrière-petit-fils de Clovis). Sa mère s'appelle Bertrude.
À l'âge de neuf ans, il est atteint d'une entérite colique. Bertrude l'envoie, avec son demi-frère Caribert, dans la villa royale de Reuilly, à l'est de Paris. Il est instruit par des clercs qui lui enseignent le latin et l'histoire. À dix ans, il apprend à monter à cheval, pratique du sport et le maniement des armes. Il pratique également comme passe-temps certaines activités manuelles comme l'ébénisterie et la menuiserie. En 615, il rejoint la cour du roi son père, avec qui il entretient des relations dictées par la raison d'État, pour y suivre l'instruction de l'École du palais où il enrichit ses connaissances politiques et administratives.
En 618, quelques mois après le décès de Bertrude, l'épouse de Clotaire, ce dernier, père de Dagobert se remarie avec Sichilde, alors gouvernante de Caribert. Dagobert la voit comme une intrigante cherchant à favoriser Caribert tout en la soupçonnant d'avoir été la maîtresse de son père. Avec son frère Brodulf (ou Brunulf), elle tente de faire obtenir un héritage égal entre les deux fils de Clotaire, alors que Caribert est mis à l'écart de la succession royale pour cause d'incapacité à régner. En 621, aux quinze ans de Caribert, Sichilde obtient de Clotaire un don de petits domaines disparates et éloignés les uns des autres, formant des comtés gérés par des intendants royaux, à chacun de ses deux fils. L'âge de la majorité est donné aux deux princes, supprimant leur gouvernance. En guise de remplacement, un maire du palais est désigné pour chacun d'eux, bien que ne régnant sur aucun royaume. Harmaire échoit à Caribert, quant à Dagobert, il lui est permis de choisir : il propose le duc Ega, qui, en plus d'avoir bonne réputation, participe à sa formation à l'école du palais ; ce dernier accepte et la proposition est approuvée par le roi. Brodulf et Sichilde font en sorte d'éloigner le plus possible Dagobert de la cour, afin que le roi porte plus d'attention à Caribert, en incitant Clotaire à envoyer Dagobert un peu partout à travers la Gaule : en Austrasie, Burgondie et Neustrie. Ceci permet à Dagobert de connaître les régions du royaume avec leurs particularités, de rencontrer des gens de toutes conditions et de visiter toutes sortes de lieux, de lier des relations et d'être perçu comme délégué de la couronne.
En 622, il siège au conseil du royaume, où il participe aux décisions gouvernementales en étant consulté par son père et ses ministres. Il recommande la prolifération des immunistes, octroyant un diplôme royal d'immunité aux propriétaires de domaine, refusant l'accès au domaine à toute personne extérieure autre que le roi afin de limiter le pouvoir des Grands du royaume qui usurpent le pouvoir du roi pour exercer une juridiction à ses dépens et accaparer des pouvoirs judiciaires ainsi que des biens, taxes, capitations, récoltes…
Il promeut également des recommandations pour assurer une meilleure hiérarchisation seigneuriale : un seigneur reçoit l'hommage d'un guerrier ou d'un chef qui prête serment de fidélité et offre ses services en échange d'avantages et de la protection du seigneur. Une protection spéciale et des devoirs particuliers sont attribués à ceux qui se recommandent au roi. Les leudes sont des recommandés qui placent leurs terres sous la protection du roi et en échange de quoi, le roi leur en offre d'autres.
Dans le but d'augmenter la production agricole des paysans libres, le concept d'origine romaine des précaires est répandu : un propriétaire terrien accorde l'exploitation d'un terrain à un paysan libre pour un certain nombre d'années qui peut faire ce que bon lui semble de la récolte. En échange le paysan doit aménager et entretenir la terre. À l'expiration du délai d'exploitation, le propriétaire bénéficie des aménagements et constructions réalisées.
Pour fidéliser les vassaux à la monarchie, des bénéfices peuvent être accordés : l'usufruit d'un domaine, pour une durée déterminée d'au moins cinq ans et à vie la plupart du temps, est attribué à un favori du roi en échange de services rendus.

### Roi d'Austrasie
(mai 2024).

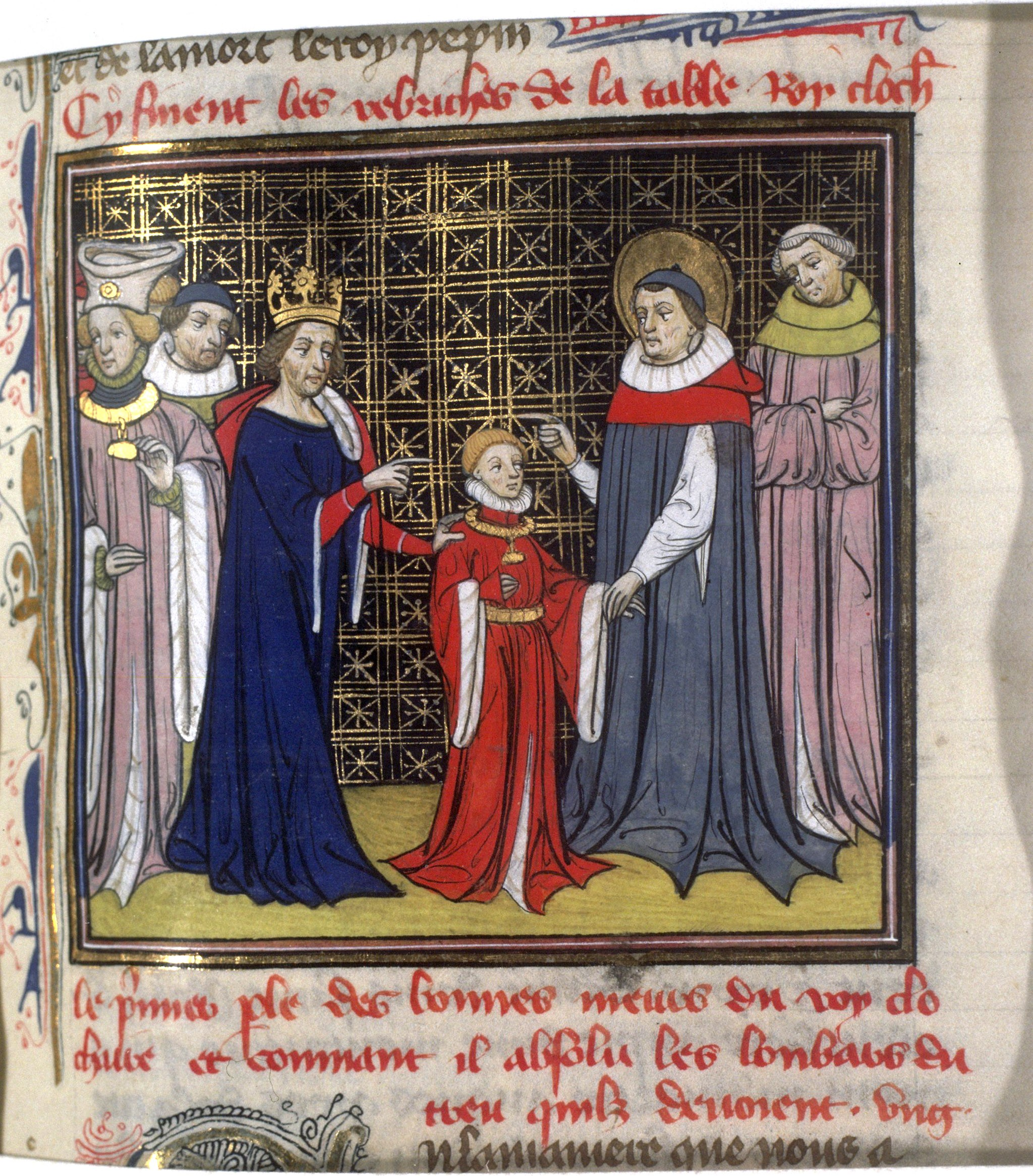
Clotaire II, Dagobert Ier et saint Arnoul. Grandes chroniques de France. Paris,.

En 623, l'évêque de Metz, Arnoul, demande que le roi lui rende visite, mais celui-ci préfère envoyer Dagobert. Arnoul rend compte que les Austrasiens sont jaloux des Neustriens qui bénéficient de la présence du monarque et s'estiment lésés. Aussi, ils souhaitent la présence du roi en leur contrée ce que Clotaire refuse. Mais cédant aux revendications autonomistes des nobles d'Austrasie, il nomme Dagobert vice-roi de ce territoire (amputé néanmoins des régions à l'ouest des Ardennes et des Vosges ; les vallées de la Haute-Meuse, de la Haute-Marne, de l'Aisne, de la Champagne. Les villes de Verdun, Toul, Châlons et Reims, également exclues, sont déclarées « cités royales » et ne dépendent que du roi) en tant qu'associé à la couronne avec délégation d'autorité. Cette décision est approuvée par Brodulf qui voit là une occasion d'éloigner Dagobert ainsi que Harmaire, dont Brodulf suggère qu'il commande des troupes afin d'apaiser les troubles causés outre-Rhin par le duc saxon Aighina. C'est alternativement à Metz et à Trèves qu'il réside alors. Ses tuteurs seront le maire du palais Pépin de Landen, saint Arnoul et Cunibert (ou Chunibert), évêque de Cologne, qui sont déjà les dirigeants effectifs de la contrée. Son éducation s'oriente de manière à répondre aux besoins de l'Église, et il ne peut se passer de la compagnie d'Arnoul au point de menacer ses fils de mort si ce dernier ose mener une vie érémitique.
Il se consacre à l'amélioration du système judiciaire afin d'étendre les compétences du roi par la mise en place de réformes. Le wergeld (« prix de l’homme ») pour une même catégorie sociale est pratiquement équilibré, quelle que soit la naissance des hommes, les conditions de l'état civil, de la famille, des successions s'uniformisent. En conformité avec l'édit de 614, il impose que durant les jugements, un évêque ou un clerc intervienne pendant les débats ou délibérations pour réduire les injustices. Le comte du palais ou le clerc peuvent demander la reconsidération des sentences et interjeter appel. Il pousse à la périodicisation régulière des sessions, au maintien des jurys populaires, à la désignation de conseillers-auditeurs compétents au mandat de longue durée. Le référendaire spécialise les juristes auxquels le roi fait appel. Il laisse le chancelier-référendaire promouvoir à la chancellerie des magistrats pour des missions juridiques ou d'inspections. Les accusés, défendeurs et demandeurs peuvent s'appuyer sur des témoins, des garants ou cautions. Les problèmes concernant les veuves, orphelins et déshérités sont soumis aux clercs, qui ont mission de représentant et conseiller. Les conseillers-auditeurs non convoqués à une session peuvent assister ou représenter en justice des plaideurs. Les pagus (unité administrative principale des états du royaume), où les comtes exercent la juridiction du roi, sont de taille variable, empêchant ainsi le comte d'y assurer la représentation du roi à chacune des audiences des différents centres judiciaires. Les comtés sont donc partagés en vicairies où à leurs têtes sont nommés des vicaires, qui président les tribunaux locaux, sous autorité du comte. Les affaires importantes sont directement présidées par les comtes. Les comtes et les vicaires doivent désigner juristes et clercs de leur entourage pour assistance. Les comtes eux-mêmes font appel à des vicaires pour les affaires courantes et pour les remplacer lors de leurs déplacements.
Chrodoald, un aristocrate bavarois de la famille des Agilolfinges, propriétaire d'un domaine à l'ouest de Trèves, exerce un trafic de marchandises avec les duchés alliés de l'Est et étend son influence au détriment de celle du roi, pour constituer un État indépendant. Il refuse également de payer l'impôt à Pépin de Landen, dont il a acheté certains de ses officiers, et ne se soumet guère au ban. Arnoul souhaite sa mise à l'arrêt et un jugement par le tribunal royal. Chrodoald se réfugie à Paris auprès de Clotaire qui demande à Dagobert d'abandonner toute poursuite, et de promettre de le laisser regagner ses terres. Clotaire aurait reçu serment de Chrodoald qu'aucun trouble n'interviendrait de sa part. Après consultation de Pepin, Arnoul, Harmaire, Anségisèle et l'évêque Clodulf de Metz, également conseiller royal, Dagobert accorde son pardon. À son retour au palais de Metz, Chrodoald est assassiné par des hommes du patrice Harmaire sur ordre de Dagobert. Clotaire se rend compte qu'il y a eu accord entre son fils et l'entourage de celui-ci. Il menace de le destituer s'il ne vient pas de lui-même pour repentance et soumission. Dagobert en profite pour étendre son autorité sur Metz et Trèves. Il envoie Cunibert à Clichy demander au roi l'Austrasie avec la Champagne, Brie et les cités royales. Un comité de douze Grands a lieu pour en délibérer. En septembre 626, il rencontre son père et s'installe dans la villa royale de Saint-Denis. C'est peut-être à cette date ou en 625 qu'il fait embellir son monastère.
L'assemblée accorde l'intégralité de l'Austrasie à Dagobert excepté l'Aquitaine et la Provence, habituellement rattachées aux rois austrasiens.
Il est convoqué par son père à Clichy en présence d'Amand et de Caribert, pour reconnaissance officielle du royaume d'Austrasie et prêter serment d'allégeance. Mais Clotaire impose la condition qu'il épouse la sœur de la reine Sichilde, Gomatrude et que Caribert épouse Fulberte, belle-sœur de Brodulf (l'existence de Fulberte serait contestée, voir article Faux Mérovingiens). Ces mariages permettent à Sichilde et Brodulf que des membres de leur famille soient reines. Le mariage a lieu en décembre 626 à Clichy (Reuilly d'après Frédégaire, aujourd'hui dans le 12e arrondissement de Paris), Amand célèbre l'union. Il unit également Caribert et Fulberte quelques jours après.
Le duc Aighina doit s'expliquer devant Dagobert des troubles causés, à l'extérieur de son duché, par ses soldats. Il remet en cause la gestion de ses troupes par le patrice Harmaire et un différend éclate entre eux. Aighina doit faire serment de fidélité et est convié à une assemblée de Grands présidée par Clotaire, qui se situe entre décembre 626 et 627. Harmaire est assassiné en sortant de la grande salle de la villa royale. Les assassins s'enfuient mais des témoins reconnaissent des hommes de la garde personnelle d'Aighina qui s'est réfugié à Montmartre. Les fidèles de Harmaire veulent le venger et assiègent le duc. Brodulf demande l'intervention du roi qui convoque Ega pour imposer la « paix du roi » entre les rivaux. Aighina est destitué de son duché, remis à Berthoald, exilé à Montmartre avec une petite garde en compagnie et avec l'octroi d'un petit domaine comme résidence forcée.

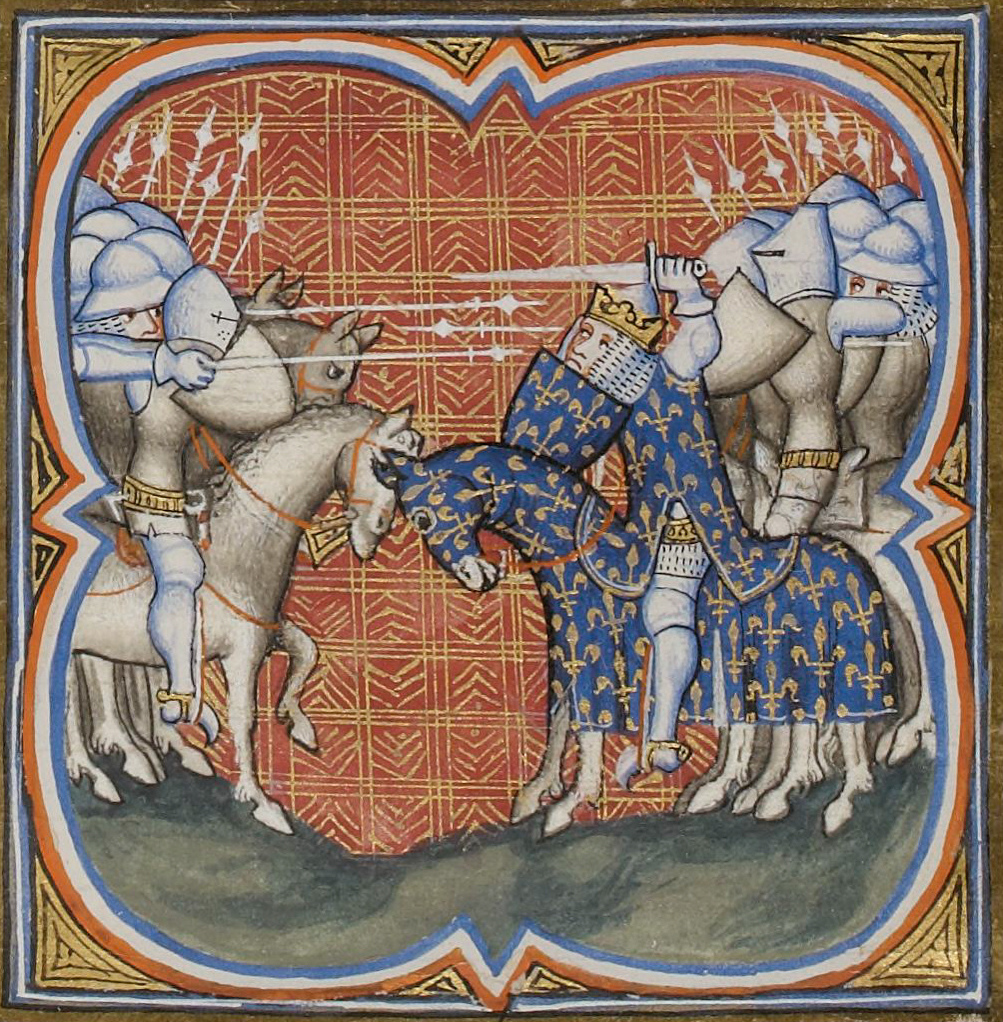
Bataille entre les Francs, commandés par le roi Clotaire II, et les Saxons. Grandes Chroniques de France de. XIVe siècle.

En avril 627, profitant de la mort d'Harmaire, qui n'est pas encore remplacé dans ses fonctions, les Saxons commandés par Berthoald attaquent l'Austrasie. Dagobert lève le ban et commande les troupes à Spa. Durant la bataille, les cavaleries ennemies s'affrontent laissant les deux chefs face-à-face : Berthoald agrippe la chevelure de Dagobert et la lui coupe.
Dagobert demande de l'aide à Clotaire qui, avec Ega et l'armée Neustrienne, arrive près d'Aix-la-Chapelle. Le duc fond avec sa cavalerie sur les troupes de l'armée neustrienne tentant de la prendre à revers mais Ega et ses hommes, grâce à leurs piques et lances, font Berthoald prisonnier et mettent ses troupes en déroute. Ega convoque le roi et son fils et demande l'application des lois de la guerre concernant les traîtres : Clotaire ordonne l'exécution de Berthoald qui est décapité.
À la suite des affrontements, Dagobert doit reconstituer les royaumes de Saxe et de Thuringe.
En matière fiscale, il ordonne la restauration du cadastre, le versement annuel d'une redevance par les Grands. Les levées exceptionnelles sont supprimées et le droit de gîte et d'hospitalité, qui permet au roi et son escorte de bénéficier d'un hébergement et de subsistance, n'est plus accablant et des dédommagements sont accordés aux cités d'accueil. Les zones de stationnement et les relais des armées doivent être dédommagées par les provinces ou le pays dans son ensemble. Il encourage les comtes à rendre une justice moins intéressée en accroissant les inspections, les modifications de sentences. Il accorde des faveurs aux magistrats intègres. Il dote les comtes de bénéfices personnels qu'ils tentent de rendre héréditaires.
Face à l'augmentation des biens ecclésiastiques, Cunibert et Clodulf en informent le roi qui promeut de nouvelles lois : en cas de fraude électorale pour la nomination d'un évêque, ainsi que pour les désignations abusives de diacres et de prêtres, un appel peut être fait au roi. Il en est de même en cas de manquement d'un évêque pour l'assistance aux déshérités. L'enseignement leur revenant de fait, il leur est imparti d'ouvrir des écoles et de veiller à la bonne formation des clercs instructeurs, sous peine de voir leurs privilèges remis en cause. Les biens de l'Église ont pour objectifs l'amélioration des conditions des paysans et l'augmentation de leurs rendements. Les affranchis, esclaves, veuves et orphelins passent sous la juridiction des évêques tout comme les contrats de mariages et testaments.

### Roi des Francs
(mai 2024).

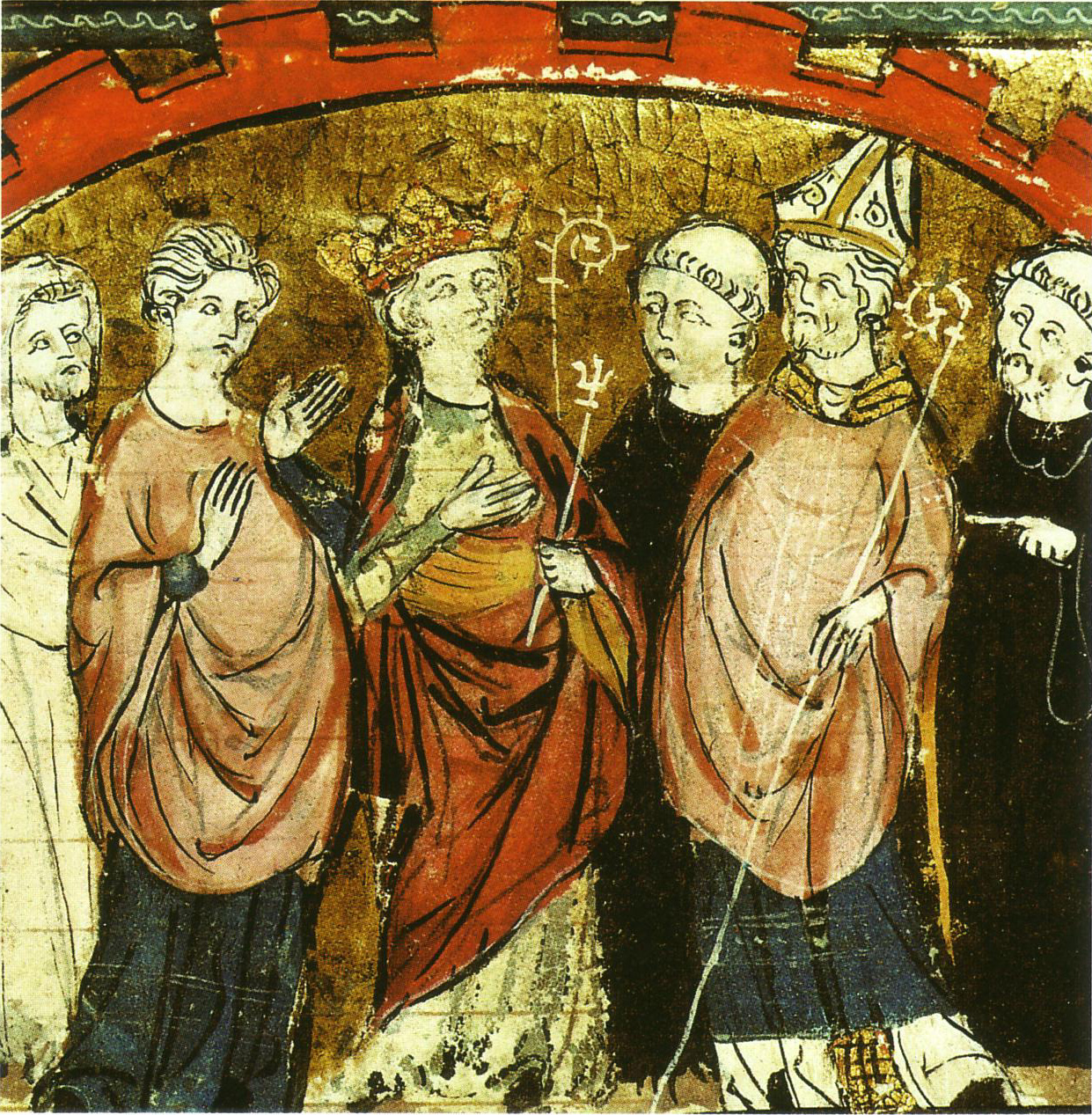
Dagobert reçoit le royaume Franc par les évêques et les grands de Burgondie,
Bibliothèque municipale de Castres, XIVe siècle.

Dès le décès de Clotaire II (18 octobre 629), un messager lui transmet une invitation aux funérailles de son père à Paris. Le roi est enterré à l'église saint-Vincent. Alors que Sichilde s'est rendue dans sa villa de Bonneuil, Brodulf explique qu'avant sa mort, Clotaire aurait légué le royaume à Caribert, secondé par le maire du palais neustrien Landri. Dagobert exigea des témoignages et Brodulf dit que Landri et Amand sont témoins de la scène. Tous les deux sont convoqués et le contredisent : Landri dit qu'il n'a pas reçu de consignes particulières et Amand n'a entendu qu'un bredouillage de confession sans rapport. Dagobert ordonne à Brodulf de partir le plus loin et le plus vite possible, ce qui est fait. Face à toute la cour, il déclare son titre royal en se faisant nommer roi de Bourgogne, puis chasse Caribert de la Neustrie, lui faisant jurer de renoncer définitivement à la Gaule, Caribert devant lui succéder en l'absence de descendance. Quelques jours plus tard, Landri meurt et est remplacé par Ega. Il visite la Neustrie et la Burgondie pour y établir les réformes mises en place en Austrasie, puis s'installe dans l'abbaye de Saint-Denis.

La division du royaume des Francs (628).

Ega et le trésorier royal Didier viennent le voir pour lui annoncer que l'Aquitaine se révolte du fait de l'absence de visite du roi dans cette province. Le comte de Cahors se fait assiéger par un groupement de bandits et de population locale, entrainant la lapidation de l'évêque Rubique, frère de Didier, qui tente de s'interposer. Didier est désigné comme successeur de Rubique. Afin d'apaiser les tensions, le roi doit se faire représenter en Aquitaine. Poussé par son oncle Brodulf, Caribert réclame son dû. Dagobert ne lui laisse pour territoire que le royaume d'Aquitaine, créé pour l'occasion. Ce royaume a Toulouse pour capitale et englobe l'Aquitaine méridionale (duché de Vasconie) jusqu'au Pyrénées avec comme principales villes Agen, Cahors, Périgueux et Saintes. Aidé par les ducs Vascons et Aighinan ainsi que par d'autres ducs et comtes, il envoie des troupes sur les principaux lieux de rébellion. Il repousse les Vascons ibériques ainsi que leurs alliés Aquitains (Proto-basques), soumettant à l'autorité royale toute l'Aquitaine. Le duc Aighinan s'installe avec ses troupes aux bords des Pyrénées. Lorsque Caribert rejoignit Toulouse, il reçoit un légat de Dagobert pour le complimenter de sa victoire.

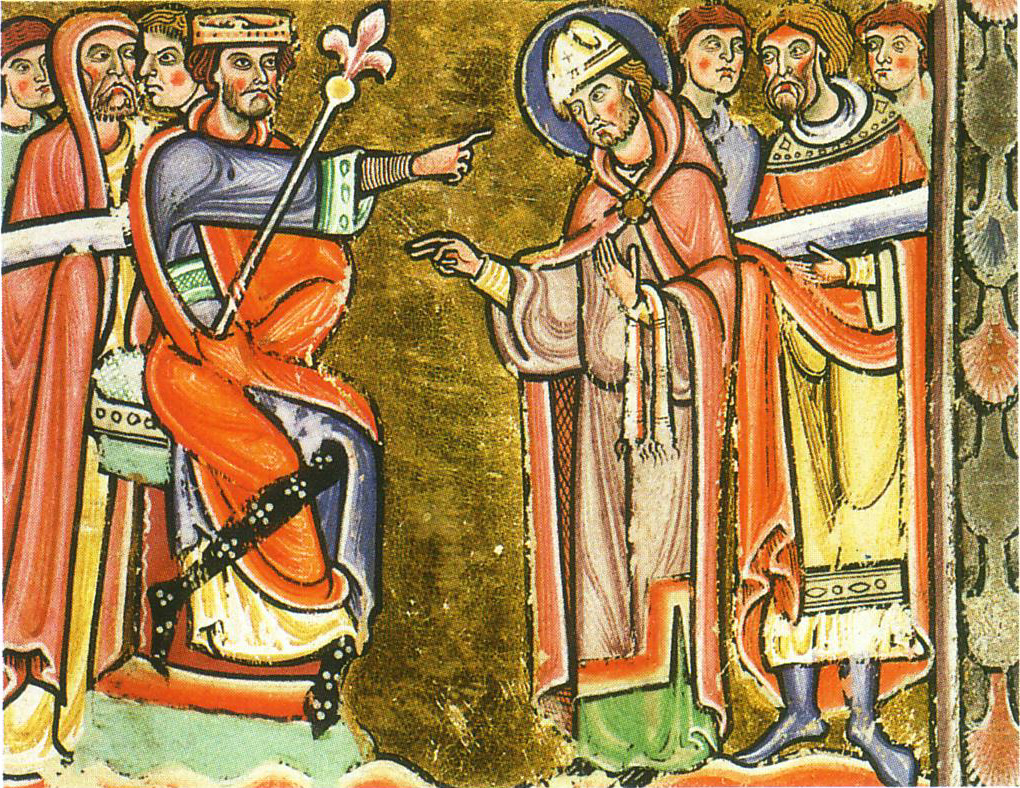
Saint Amand à la cour de Dagobert. Bibliothèque municipale de Valenciennes.

Voulant répudier Gomatrude qui lui a été imposée par son père, il convoque le référendaire Dadon, l'évêque Amand et un officier de sa garde. L'officier est chargé d'avertir la reine qu'elle ne doit plus que se contenter de vivre dans une aile de sa villa de Romilly et d'y rester. Puis le roi accompagné de Dadon, Amand et de hauts dignitaires, signe l'acte de répudiation, ne laissant à la reine que la liberté de choisir son lieu de résidence, l'accompagnement de serviteurs et la possibilité de percevoir une pension de la part du comté de son lieu de résidence. Amand s'oppose à cette décision et est destitué de ses fonctions à la cour pour être envoyé auprès de Caribert, qui accepte de l'héberger. Mais devant son refus, Dagobert nomme Amand évêque sans siège fixe, en lui donnant pour mission l'évangélisation des païens du Pays basque. Avec l'aide de clercs qui l'accompagnent et des seigneurs chrétiens locaux, il fonde des paroisses, crée des séminaires d'enseignement de langue romane et de formation des diacres. Sa mission achevée, Caribert fait d'Amand son aumônier.
Gomatrude est finalement répudiée et se réfugie dans le domaine de sa belle-sœur Bruère.
En 630, afin de rendre justice et secourir les pauvres, Dagobert voyage en Burgondie, se rendant dans plusieurs villes dont Saint-Jean-de-Losne, où il fait assassiner Brodulf.
Il répudie Gomatrude à Reuilly et épouse Nanthilde. Il prend ensuite comme concubine Ragnetrude qui enfante Sigebert.

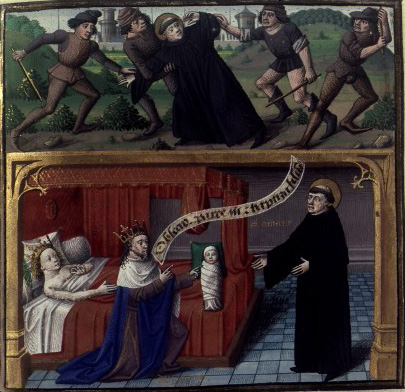
Saint Amand et Dagobert Ier. Vincentius Bellovacensis, speculum historiale (traduite par Jean De Vignay), 1463. Paris.

En décembre 630 ou en janvier 631, Dagobert parraine Chilpéric, le nouveau-né de Caribert II et de Fulberte. Caribert est malade de dysenterie ou de tuberculose, ce qui engendre des troubles causés par les seigneurs aquitains ainsi qu'une crainte de rébellion vasconne ou d'offensive wisigothe.
En 631, accompagné à Orléans par Pépin de Landen, son fils Sigebert est baptisé par l'évêque Amand et Caribert II. Il signe un traité de « Paix Perpétuelle » avec l'empereur byzantin Héraclius. Sur les conseils de ce dernier, il fait baptiser tous les juifs de son royaume.
Les Wendes ou Vénèdes, ethnie slave, supposés avoir agressé une caravane de négociants francs, provoquent un conflit diplomatique entre Dagobert et Samo, roi des Wendes. Les Francs d’Austrasie s’unissent avec les Lombards et les Alamans pour battre les Wendes. Dans la bataille, qui a lieu à Wogastisburc (peut-être Kaaden-sur-l'Oder, et plutôt Kadaň sur l'Eger), les Austrasiens sont vaincus. On attribue cette défaite à un manque de motivation, dû à une politique pro-neustrienne et au fait « qu'ils se voyaient haïs de Dagobert et continuellement dépouillés par lui ».

En mars 631, Sisenand, aristocrate wisigoth, demande l'appui de Dagobert pour détrôner son rival, Svinthila. Dagobert lève des troupes en Bourgogne et envoie les ducs Abondance et Vénérande qui marchent jusqu'à Saragosse. Sisenand monte alors sur le trône et offre aux envoyés de Dagobert 200 000 sous d'or, dont bénéficie l'abbaye de Saint-Denis.
En janvier 632, Caribert II meurt. La volonté d'autonomie en Aquitaine est ébranlée par la mort du roi. Il est décidé que le duc Egina et l'évêque de Toulouse assureront la gouvernance de l'Aquitaine accompagnés par l'évêque Didier de Cahors, qui dispense des conseils en cas de problème, pendant la minorité de Chilpéric. Cependant, celui-ci meurt quelque temps après, peut-être assassiné sur ordre de Dagobert. Le 8 avril 632, Dagobert récupère l'Aquitaine, reconstituant ainsi le royaume franc tel qu'il était sous le règne de son père. Dès lors, il choisit de quitter l'Austrasie, et de prendre Paris pour capitale, en raison de sa position géographique au centre du royaume.
Il se sépare ensuite de Pépin de Landen, tentant de recouvrer un peu du pouvoir que son père avait laissé aller aux maires du palais. Il choisit alors d'excellents conseillers tels que le chancelier Didier, le référendaire (gardien du sceau royal) Dadon (canonisé sous le nom de saint Ouen) et l'orfèvre Eligius (futur saint Éloi). Avec leur aide, il s'occupe en priorité des affaires intérieures du grand royaume des Francs et son règne constitue une trêve heureuse dans l'anarchie mérovingienne et apporte une paix relative, grâce à sa volonté d'unifier le gouvernement du pays. Il est en fait le dernier roi mérovingien à diriger personnellement le regnum francorum. Il entreprend un certain nombre de réformes essentielles :
- il lutte contre les revendications autonomistes de certaines parties de la noblesse, et continuant l'œuvre entreprise par Clotaire II, il parvient à supprimer la pratique successorale dite de la « patrimonialité » qui fut, à cause des mésententes de partage, génératrice de nombreux conflits ;

- il parvient aussi à réorganiser l'administration et la justice du royaume, et prend l'initiative, sur les conseils de l'ancien orfèvre Éloi, d'éliminer toute la fraude monétaire, en centralisant au palais la frappe de la monnaie ;

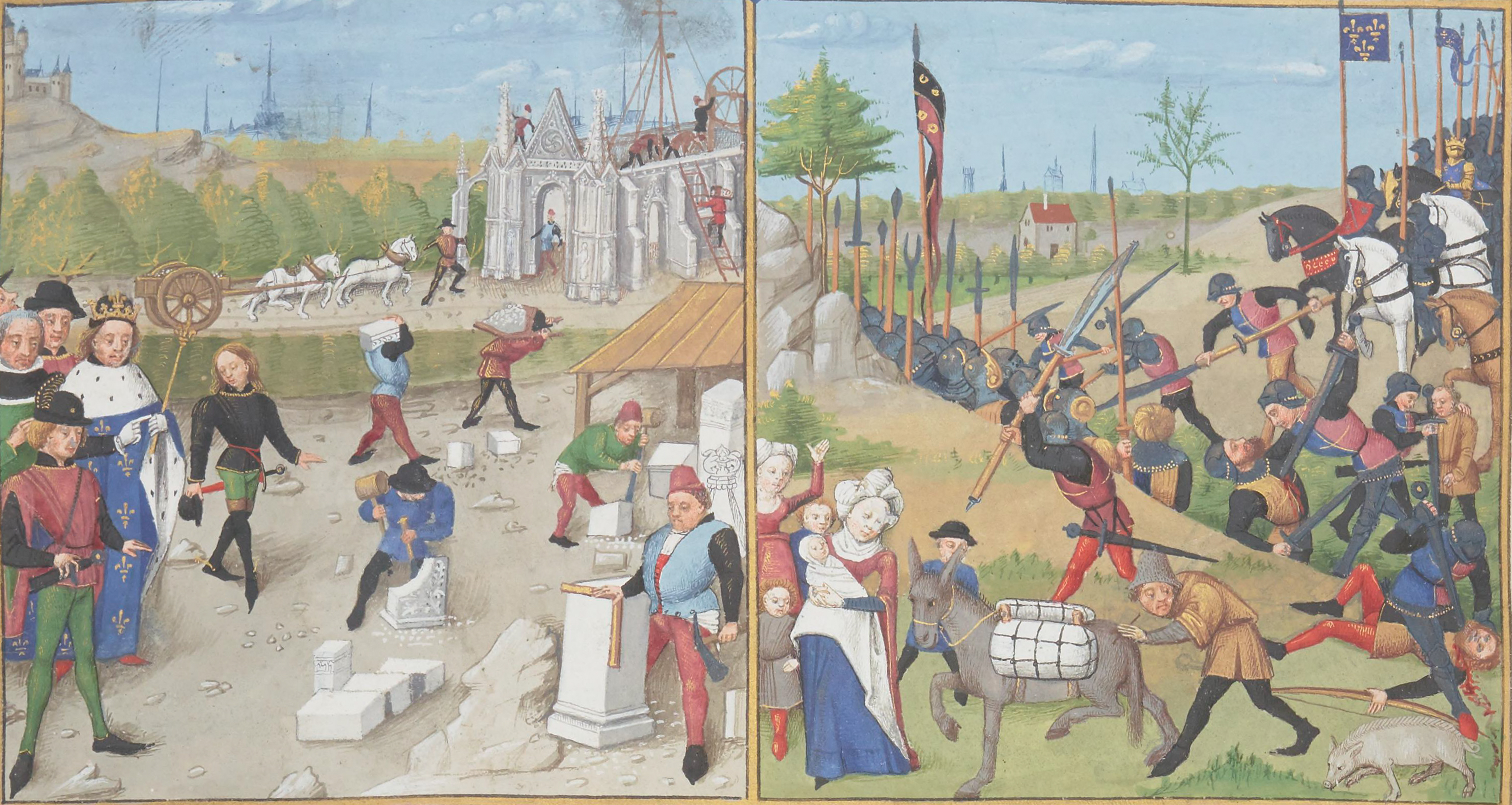
Construction de Saint-Denis. Campagne de Dagobert Ier en Poitou. Robinet Testard, Poitiers XVe siècle. Grandes Chroniques de France. Bibliothèque nationale de France.

- il développe également l'éducation et les arts, et fait de nombreux dons importants au clergé (il renforce, entre autres, l'abbaye de Saint-Denis qui accueille son tombeau quelques années plus tard) : il lui accorde un droit de foire où tous les ans à partir du 9 octobre, jour de la saint Denis, le clergé peut organiser une foire pour effectuer du commerce et prélever des taxes à la place du pouvoir royal[41]. Il aide Éloi à la fondation du monastère de Solignac, près de Limoges, et celui de saint Martial, dans l'île de la cité à Paris[48]. Il accorde des privilèges d'immunité à Dadon, favorise le monastère de Rebais et choisit Didier au siège épiscopal de Cahors.

Au niveau politique, Dagobert développe les relations diplomatiques avec les pays voisins : un accord en 633 avec les Saxons pour qu'ils l'aident à protéger ses frontières des Slaves de Samo. Les Saxons proposent à Dagobert de protéger le royaume en échange de rémission de leur tribut de cinq cents vaches. Il mène également des campagnes militaires, notamment contre les Vascons (638), les Bretons, et surtout les Slaves qui lui résisteront en 632.
Mais en 634, la noblesse d'Austrasie se révolte. Pour apaiser les esprits, Dagobert est contraint d'abandonner le royaume d'Austrasie à son fils Sigebert III qui n'a alors que deux ans (il réussit néanmoins à écarter cette fois Pépin de Landen du poste de maire du palais). Il lui donne comme tuteurs l'évêque de Cologne et le duc Andalgésil.
En 635, il a de Nanthilde un fils nommé Clovis. Ce sont ensuite les nobles de Neustrie qui revendiquent leur rattachement à la Burgondie ; ils exigent et obtiennent que Dagobert rassemble les deux régions et qu'il place son fils Clovis II à la tête de ce nouveau royaume.
Un traité fut conclu avec Sigebert, afin qu’à la mort de Dagobert la Neustrie et la Bourgogne reviennent à Clovis, l’Austrasie restant à Sigebert et à sa descendance.
En 637, une révolte de Vascons éclate. Une armée est envoyée de Bourgogne, avec à sa tête Chadoinde et dix ducs, qui ravagent leurs vallées. Lors du retour, un duc est piégé dans la vallée de la Soule et sa troupe est vaincue.

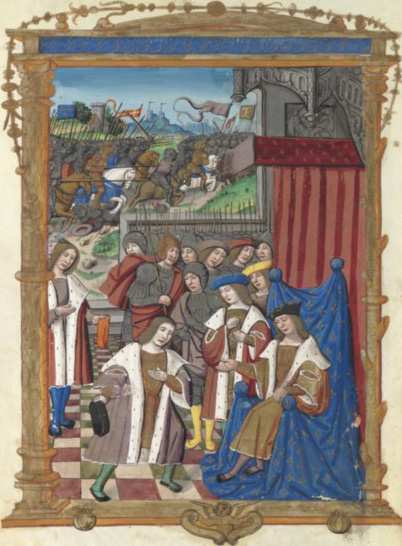
Hommage de saint Judicaël à Dagobert Ier et Bataille entre Dagobert Ier et les Vascons. Guillaume Crétin, chroniques françaises. XVIe siècle, Rouen. Bibliothèque Nationale de France.

À la mort, en 612, du duc de Domnonée Hoël III, qui détient également le titre de roi des Bretons, ses deux fils Judicaël et Gazlun sont désignés pour gouverner conjointement. Néanmoins, Gazlun refuse de partager le pouvoir et tente d'obtenir le titre de roi. Après une bataille partisane, Gazlun avec l'appui du duc-roi du Bro-Waroch, prend le dessus sur Judicaël et ses partisans cornouaillais. Celui-ci se consacre alors à la vie monastique du monastère de Saint-Méen-de-Ghé. Par l'intermédiaire d'intrusions, Gazlun dépossède alors des leudes partisans de son frère, en enferme certains en prison, en assigne à résidence et fait saccager des domaines et chantiers de construction. Il tente même d'imposer en culte des saints de son choix. Par crainte de voir cette pagaille déborder sur le royaume des Francs, les villes de Nantes et Rennes qui constituent ses défenses et ont été ravagées, sont renforcées. Afin de savoir ce qui se passe, un notable est envoyé auprès de l’entourage de Gazlun qui décède en fin d’année 632.
Une délégation bretonne se rend au monastère de Saint-Méen-de-Ghé pour inciter Judicaël à devenir roi. Celui-ci a pris goût à la vie monastique et préfère que son fils de douze ans, Alaüs, prenne sa place. La délégation lui demande d’au moins régner jusqu’à la majorité de son fils. Finalement, Judicaël accepte de devenir duc de Domnonée. Les nouvelles de Bretagne parviennent difficilement à la cour de Dagobert, qui décide de voyager en Poitou, dans l’Orléanais, la Touraine et le Maine pour enrichir ses informations. Il rencontre sans doute Berthilde dans un grand domaine des environs d’Orléans. Il apprend la mort de Gazlun et la prise de pouvoir de Bretagne par Judicaël. Éloi a pour mission d’obtenir la soumission de Judicaël et la réparation de tous les préjudices subis par ses leudes. Durant l’absence d’Éloi, le duc Ega assure sa fonction au gouvernement. Éloi s’installe alors dans le palais du gouverneur de Vannes. Avec l’aide de clercs qui l’accompagnent et qui se déplacent dans le Bro-Waroch, la Cornouaille et la Domnonée, il apprend que Judicaël n’a pas demandé audience à Dagobert pour se consacrer au redressement de la Bretagne, après les troubles causés par Gazlun. Des officiers laïcs de la délégation d’Éloi apprennent que les leudes ont été libérés et dédommagés. Éloi rencontre l’abbé du monastère de Saint-Méen-de-Ghé pour établir un accord en vue de faire se rencontrer Judicaël et Dagobert. Une ambassade est alors accueillie au palais de l’évêque à Vannes, où Éloi accueille des laïcs et ecclésiastiques. Il leur demande s’ils peuvent exprimer « les intentions du roi Judicaël » et celui-ci qui fait partie du groupe répond « Je suis Judicaël et je ne suis pas roi ». Après cette délégation, plusieurs négociations ont lieu tantôt à Vannes tantôt à Saint-Méen-de-Ghé. Judicaël y explique qu’il a accepté le titre de duc de Domnonée, que son père lui a attribué à lui et son frère, mais qu’il refuse tout titre royal. Il ajoute que tous les seigneurs bretons reconnaissent la suzeraineté de Dagobert, qu’il n’a jamais failli à sa parole, et refuse de se soumettre, ce qui serait reconnaître une faute qu’il n’a pas faite. Judicaël reproche aux Francs leur indifférence et de n’être pas intervenus contre Gazlun, ce à quoi Éloi répond que la situation bretonne est mal connue de la cour franque et que l’envoi d’un légat auprès de Gazlun signifie la reconnaissance de son pouvoir. L’insistance d’Éloi pour que Judicaël rencontre le roi des Francs est vouée à l’échec, Judicaël affirmant que « Je ne suis qu’un duc, non un roi. Je n’ai nulle raison de solliciter une faveur particulière, et nulle raison non plus de réitérer un acte d’allégeance auquel mon pays est fidèle ». Il accepte néanmoins d’être reçu par un haut représentant du roi comme le serait n’importe quel duc plutôt que de dîner avec Dagobert. Éloi accepte de le faire recevoir par le référendaire Dadon. Judicaël accorde une audience aux représentants de Cornouaille et du Bro-Waroch, qui le saluent comme roi, pour exprimer aux représentants du roi des Francs la fidélité de la Bretagne. Judicaël rencontre alors Dadon à Creil pendant deux jours, en tant que duc des Bretons. Celui-ci enregistre les déclarations et renouvelle l’amitié et l’appui du roi. Le jour du départ de Judicaël, alors qu’il vient prévenir son hôte, Dagobert apparaît derrière une tenture qui se soulève, et donne l’accolade au duc pris de court, puis se retire. À la fin de l’année 634, Judicaël cède sa place à son fils Alaüs (Alain II), qui sera traité en souverain de toute la Bretagne, pour se retirer au couvent de Saint-Méen-de-Ghé. Cette relation entre la Bretagne et le royaume des Francs permet d’accroître les liens entre seigneurs bretons pouvant devenir leudes du roi des Francs, et les autres leudes. De plus, de riches Francs peuvent s’installer en Bretagne et contribuer à faire vivre la région. Des liens commerciaux s’installent notamment avec le développement des manufactures de toiles de Vitré et de Locronan, des salines de Guérande et de Bourgneuf-en-Retz. Par l’intermédiaire des transports rapides dits de cache-marée, la Bretagne approvisionne de grandes villes telles que Paris en poisson frais. Les grandes villes bretonnes se développent : Brest devient un centre de construction navale et port de commerce. Le Mans devient un centre d’échange entre la Bretagne et la Neustrie et des populations bretonnes s’installent dans l’Alençonnais et dans l’ouest sarthois.
De même, l’aristocratie vasconne se soumet à Clichy.

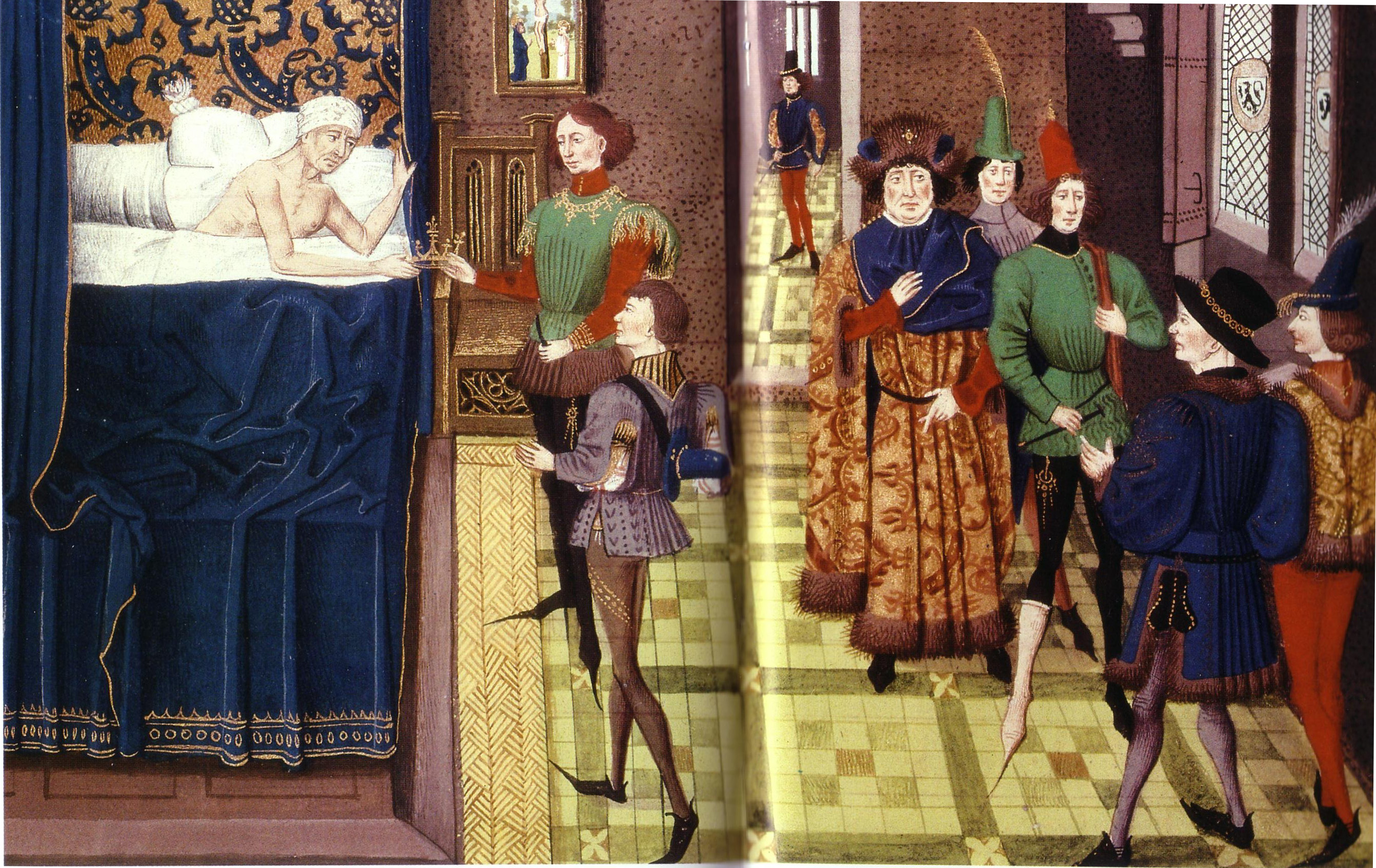
Mort de Dagobert (639). Chronique des empereurs, XVe siècle, Paris, bibliothèque de l'Arsenal.

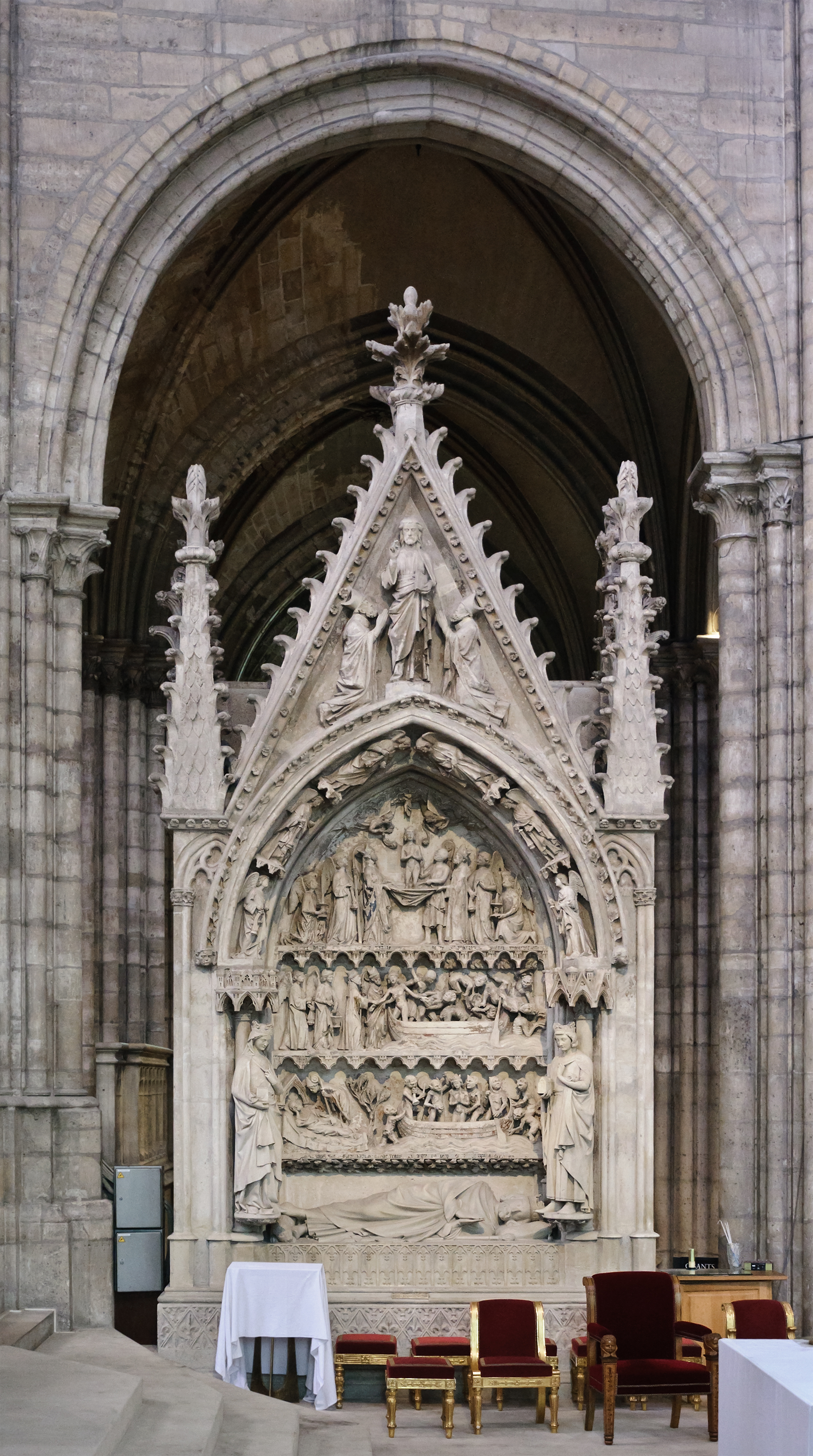
Tombeau de Dagobert Ier dans la basilique Saint-Denis, XIIIe siècle.

En 638 ou 639, Dagobert tombe malade d’un flux au ventre à Épinay-sur-Seine. Il recommande alors la reine Nanthilde et son fils Clovis au maire du palais de Neustrie Aega. Il meurt quelques jours après à Braine, le 19 janvier à l'âge de 36 ans.

### Héritage
À sa mort, ses deux héritiers sont encore très jeunes : Sigebert a huit ans et Clovis quatre ; l'unité de commandement disparaît et les luttes et l'anarchie reprennent. Le pouvoir des maires du palais va s'accroître au détriment des rois, car ils en profitent pour manipuler les jeunes souverains et s'emparer définitivement du pouvoir : c'est le début de l'époque dite des Rois fainéants qui marquera la fin de la dynastie mérovingienne.

### Tombeau
Avant de mourir, le roi Dagobert a choisi d'être enterré, non à l'abbaye de Saint-Germain-des-Prés, comme ses prédécesseurs depuis Childebert Ier en 558, mais à la nouvelle basilique Saint-Denis dont il a fait construire l'enceinte, sur le lieu où reposait déjà depuis 570 Arégonde, son arrière-grand-mère et quatrième épouse de Clotaire Ier. De Dagobert, dernier roi unique du regnum Francorum, il subsiste le tombeau que fait installer au XIIIe siècle le roi Louis IX.
Au XIIIe siècle, les moines de Saint-Denis voulurent imposer leur basilique comme nécropole royale et rendre hommage au roi Dagobert en réalisant, pour sa dépouille, un tombeau exceptionnel adoptant la forme d'un enfeu à haut pignon dont le fond est traité comme un tympan. Mais la sulfureuse réputation du bon roi les fit trembler. Ils imaginèrent donc une sculpture un peu ambigüe et qui se lit dans la pierre comme une bande dessinée. Le roi est représenté en gisant couché de flanc, les mains jointes, le regard tourné vers le tombeau des trois martyrs, ses patrons, sur un lit entouré de deux statues (Nanthilde, son épouse et Clovis II, son fils, tenant le plan relief de la basilique). Ces statues et le gisant sont des restitutions de Viollet-le-Duc.
Les registres du tympan retracent le voyage d'outre-tombe du royal trépassé : sur le premier registre, à l'heure même où Dagobert expire, un pieux ermite représenté couché a une vision dans son sommeil et voit une armée d'esprits maléfiques qui emportent Dagobert, enchaîné et battu, dans une barque à travers la mer vers les régions infernales. L'âme du roi, figurée en enfant nu et couronné, est emportée en Enfer par les griffes des démons. Au deuxième registre, saint Denis, saint Martin (qui tape avec son gourdin sur les démons) et saint Maurice délivrent cette âme, la présentent au Ciel et lui permettent d'accéder au Paradis. Le message est clair : Dagobert aurait mérité l'Enfer, mais l'intercession des saints lui a miraculeusement ouvert les portes de la bienheureuse éternité représentée sur le registre supérieur.

### Trésor et monnayage attribués à Dagobert

#### Regalia

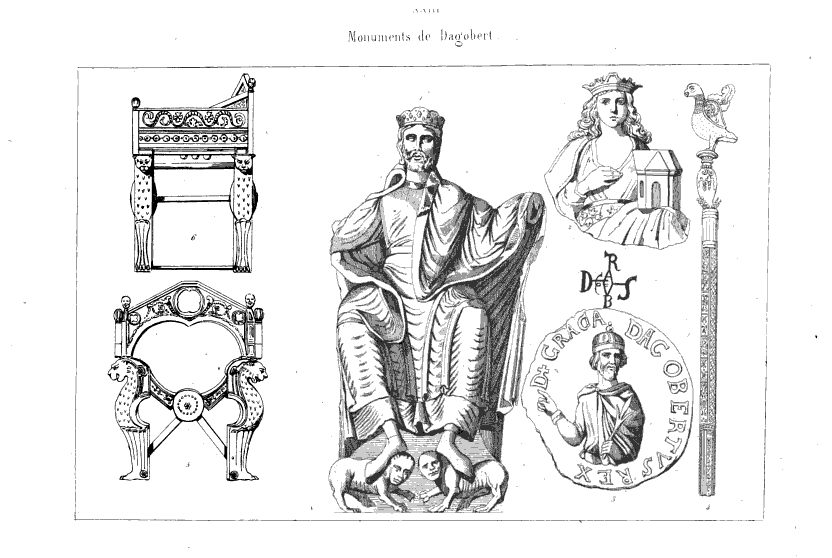
Planche XXIII (Monuments de Dagobert) de l'ouvrage France historique et monumentale d'Abel Hugo (1837).
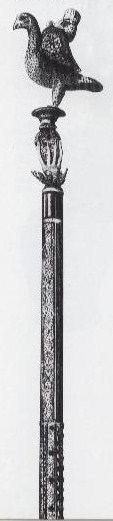
Sceptre de Dagobert.
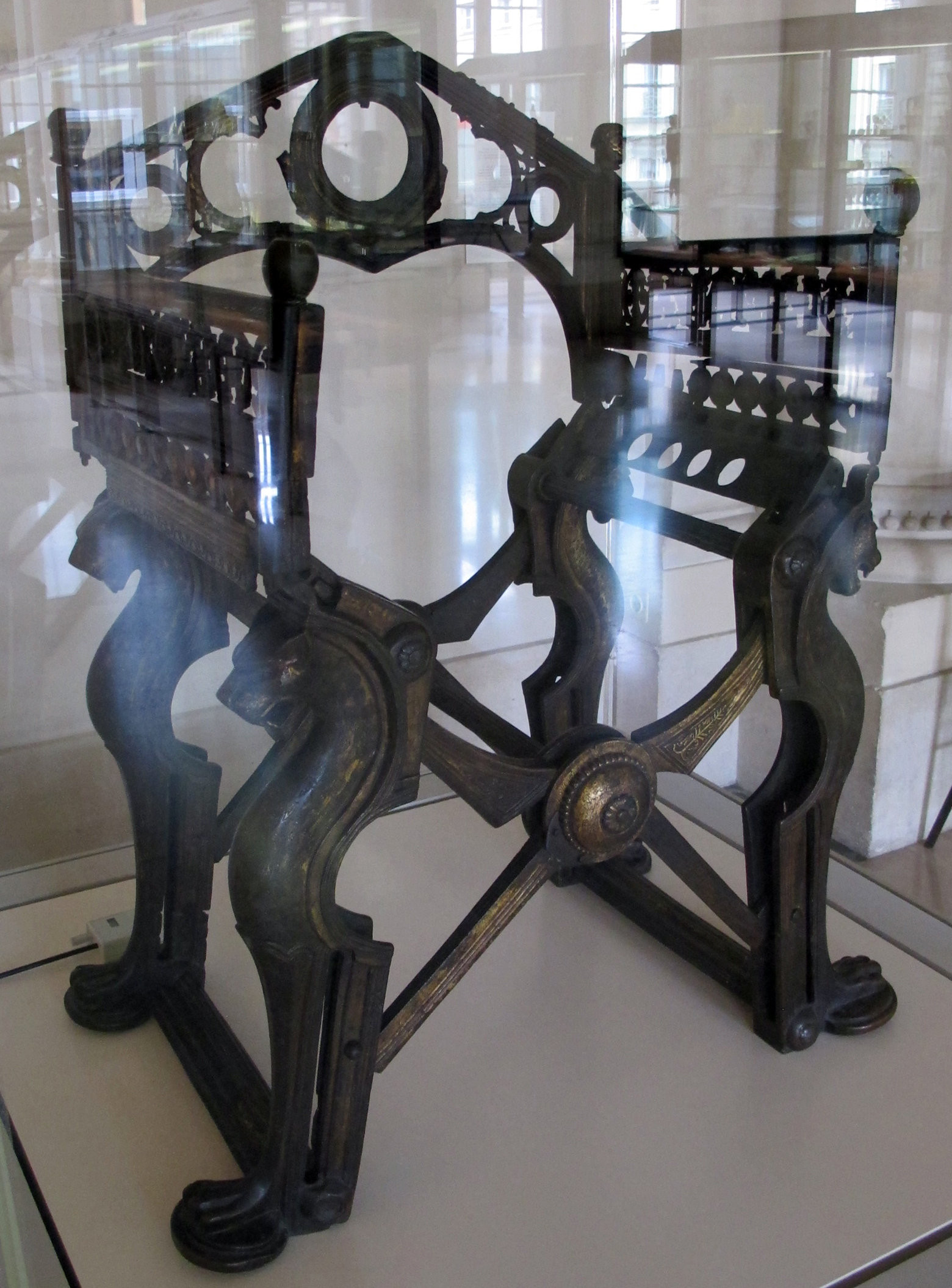
Trône de Dagobert.

#### Monnaies

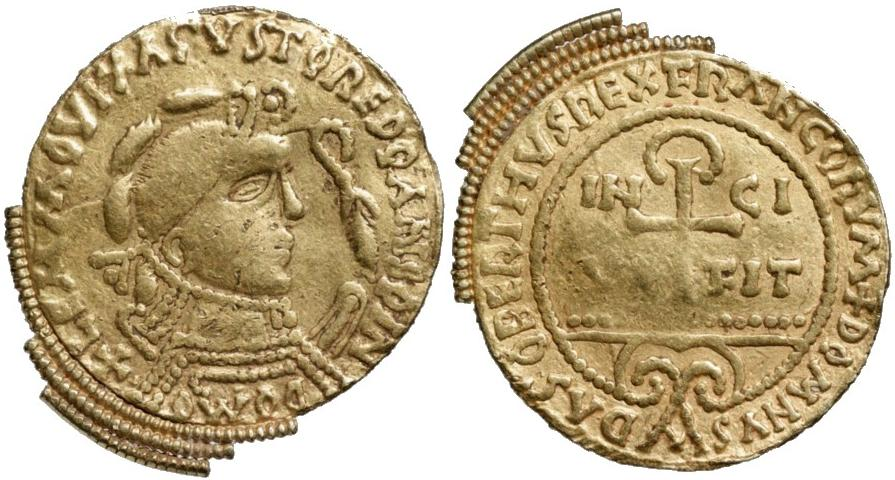
médaille frappée à Limoges en l'honneur de Dagobert Ier.
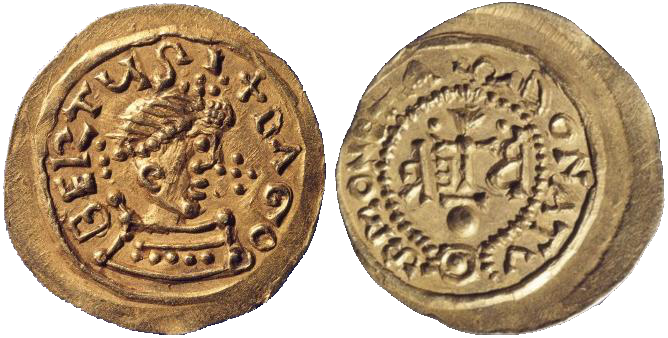
Tiers de sou de Dagobert Ier.
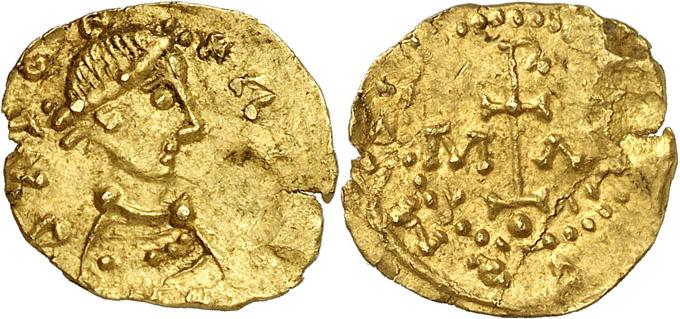
Tremissis de 7 siliques au nom de Dagobert Ier.

## Étymologie du nomDagobert
Il s'agit d'un nom germanique en -bert, élément qui représente l'ancien germanique beraht > behrt « brillant, illustre » cf. anglais bright. Il est présent dans de nombreux anthroponymes germaniques tels que Robert, Hubert, Norbert, Albert, etc.
Le premier élément Dago- peut s'expliquer soit par le proto-germanique *daga- « jour », soit par le celtique dago « bon » (adjectif) ou « très » (adverbe).

## Mémoire de Dagobert

### Récits de la vie de Dagobert

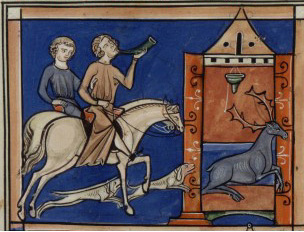
Dagobert Ier chassant le cerf. Vie de saint Denis, XIIIe siècle, Paris. Bibliothèque Nationale de France.

Alors qu'il était adolescent, Dagobert partit à la chasse au cerf. Ses chiens en poursuivirent un qui se réfugia dans une chapelle édifiée, à Catulliacum, sur le tombeau des saints Denis, Rustique et Eleuthère, évêques de Paris. Un miracle empêcha les chiens d'entrer, impressionnant Dagobert qui conçut pour les saints une grande vénération.
Chassant un cerf avec saint Ouen dans la forêt de Cuise, il aperçoit dans l'air une croix d'une blancheur lumineuse. Saint Ouen décida de bâtir une église à cet endroit, qui devint le prieuré de Lacroix.
Peu de jours après son entrée à Metz pour y exercer la délégation d'autorité de la couronne de son père, Dagobert aurait reçu la visite d'un prince d'Arabie attiré en Francie et en Alémanie par des perspectives d'échanges commerciaux. Ce prince l'aurait averti de la fuite de Mahomet, l'hégire, et de son retrait à Médine.
Notburge, fille de Dagobert, se vit proposer en mariage par son père, qui séjournait dans la vallée du Neckar près du royaume Wende, au roi Samo. Horrifiée par un mariage païen, Notburge se réfugia dans une grotte de l'autre côté de la rivière. Irrité, le roi la retrouva et la saisit par le bras qui lui resta dans la main. Reprenant ses esprits, Notburge « entend le bruit d'un être rampant, un serpent s'avance et la remplit d'effroi. Cependant, jetant les yeux sur le reptile, elle lui voit la tête surmontée d'une couronne, une herbe dans la bouche, et fixant ses regards sur la plaie. Serpent divin, blessure guérie ». Pieuse, Notburge obtint la conversion des habitants du lieu. La grotte devint un lieu de pèlerinage, et on éleva une église sur sa tombe à Hochhausen. Elle fut sanctifiée sainte Notburge.

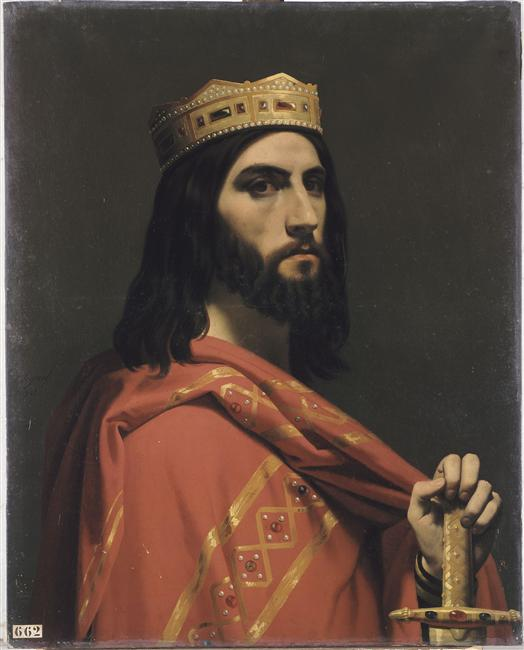
Dagobert Ier, roi d'Austrasie, de Neustrie et de Bourgogne, (mort en 638) imaginé par Émile Signol (1804-1892). Peinture conservée au musée national du château et des Trianons de Versailles.

Dagobert tomba malade d'une fièvre que les médecins ne savaient guérir. Au bout de six mois, son père envoya en Sarthe à saint Longis, fondateur du monastère du même nom « un calice et une patène en argent, que l'on voit encore aujourd'hui dans ce monastère. Le messager qui s'y rendait n'était pas encore à la moitié du chemin que la fièvre quittait le prince. ».
Dagobert fut atteint de lèpre. Il confia son royaume à son fils (lequel ?) et partit en pèlerinage avec son épouse. En Alsace, ils s'établirent à Atenborg. Au cours d'une chasse, le roi s'étendit sur un pré fleuri pour y dormir. Au réveil, le contact de sa peau avec la rosée rendit saine une partie de son corps. Sur conseil de sa femme, il s'immergea complètement et guérit de même. « Le roi rendit pieusement grâce à Dieu, et dit dans un élan joyeux : Il est sûr que des saints se trouvent ici, ou que ce lieu même est sanctifié. Ainsi, je veux que cet endroit soit appelé désormais Lieu-Saint, ou Lieu-des-Saints » (Heiligenstadt). Les saints étaient les martyrs Aureus et Justin, une église fut construite en leur honneur.
La sœur de Dagobert, Énimie, se vit offerte en mariage. Or, elle était vouée au Christ. Elle demanda au seigneur d'empêcher cela, et fut atteinte de lèpre. Une vision lui intima de partir guérir à la fontaine de Burle, en Gévaudan. Ainsi, elle put guérir. De retour dans le royaume franc, la lèpre frappa à nouveau. Elle retourna à Burle et compris qu'elle devait rester en Gévaudan. Elle y accomplit de grands miracles, où tel saint Romain, elle anéantit le Drac (qu'est-ce ?), accompagnée partout de sa filleule également nommée Énimie. Elles moururent quasiment en même temps et furent ensevelies l'une au-dessus de l'autre, en sorte que seul le tombeau de la filleule, placé en haut, portait mention d'Énimie. « Dagobert se rendit jusque dans le Gévaudan qu'en explorateur zélé il se mit à parcourir pour chercher l'endroit où se trouvait enseveli le corps de sa sœur la bienheureuse Énimie, tant il avait le désir de l'emporter dans son pays, pour glorifier sa sœur d'innombrables louanges et pour qu'honneur lui soit rendu. » Mais trompé par la disposition des tombeaux, il s'empara d'Énimie la jeune. Ainsi, les reliques de la sainte restèrent en son abbaye.
Clotaire II fit Sadragésile duc d’Aquitaine. Celui-ci n’appréciait pas Dagobert et, lorsque ce dernier l’invita à sa table, en l’absence de Clotaire II, Sadragésile refusa de boire à trois reprises avec Dagobert en plus de se montrer impoli. Dagobert le ridiculisa en lui faisant couper la barbe et en le faisant battre avec des verges. Au retour de Clotaire II, son ministre raconta les faits. Le roi menaça son fils qui se réfugia en la chapelle de Saint-Denis où les hommes de son père ne purent entrer. Durant cette captivité, Dagobert fit un songe où les saints lui seraient apparus. Dagobert s’engagea à les honorer en échange de leur protection. Clotaire II s’inclina devant le pouvoir des saints et se réconcilia avec son fils. Il offrit, en plus, des dons au tombeau des saints.

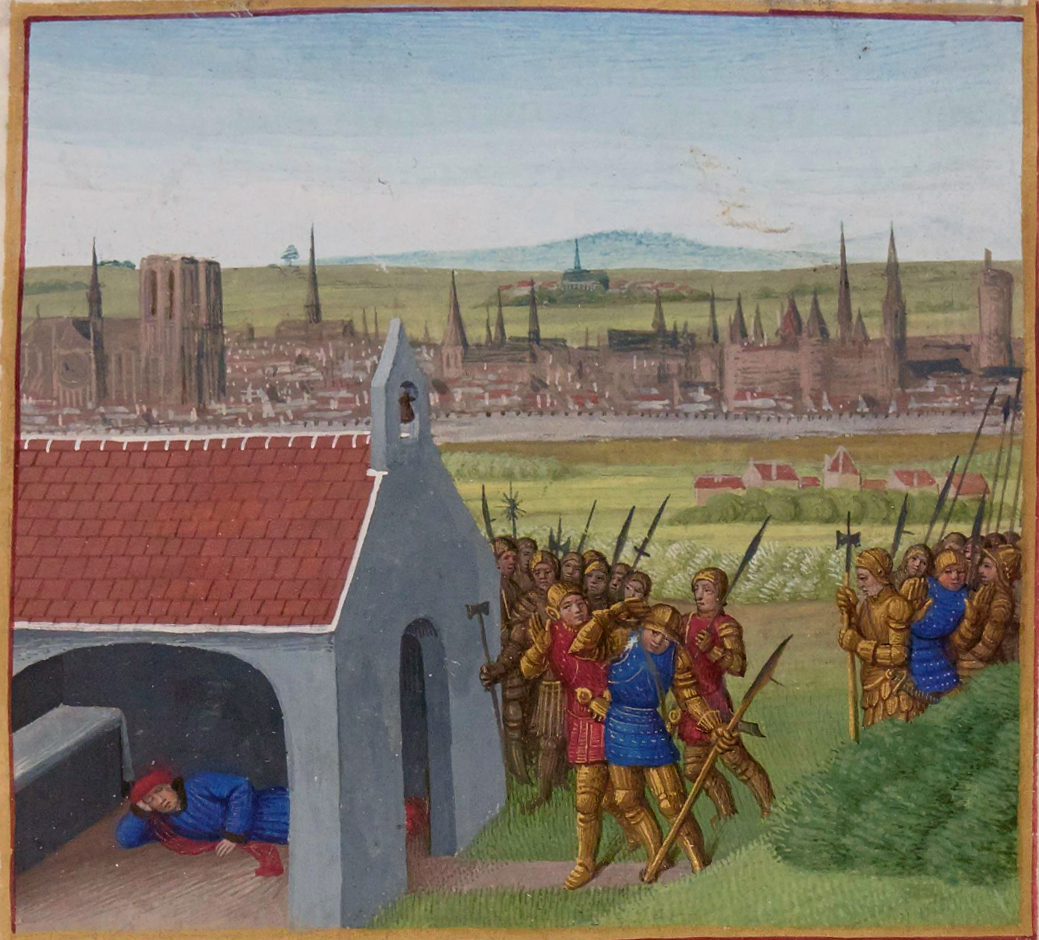
Dagobert Ier, réfugié à Saint-Denis. Enluminure des Grandes Chroniques de France par Jean Fouquet, Tours, (vers 1455-1460).

Dagobert, « ayant rassemblé une armée aussi nombreuse qu'il le put, passa le Rhin en personne, et n'hésita point à aller attaquer les saxons. » Durant la bataille, Dagobert fut blessé à la tête et son père vint à son secours. Ils combattirent « ne laissant vivant aucun homme dont la taille surpassât la longueur de son épée. » Ce serait après la mort de son père que Dagobert aurait fait reconstruire l'église de Saint-Denis en remerciement de la protection des saints.

### La chansonLe Bon Roi Dagobert
Dans la culture populaire française, Dagobert est surtout connu au travers de la chanson du Bon Roi Dagobert. Celle-ci semble dater de la Révolution française.
Il est aussi probable que cette chanson s'inspire des rois éphémères dont Dagobert II et Dagobert III.
Cette chanson, écrite sur un air de chasse dit Fanfare du Cerf, n'a pas pour but de transcrire une vérité historique mais plutôt de se moquer, à travers ce roi ancien et mal connu, du roi Louis XVI, connu entre autres pour sa personnalité distraite, et de la reine Marie-Antoinette.

#### Sources  d'époque
- Chroniques du temps du Roi Dagobert (592-639) (traduites par François Guizot et Romain Fougère), Paleo, coll. « Sources de l'histoire de France », Clermont-Ferrand, 2004 (2e édition), 169 p., 21 cm  (ISBN 2-913944-38-8).
- Frédégaire (traduites par O. Devilliers et J. Meyers), Chronique des Temps Mérovingiens, Brepols, 2001  (ISBN 2503511511).

#### Études contemporaines
- Maurice Bouvier-Ajam, Dagobert : roi des Francs, Paris, Tallandier, coll. « Figures de proue », 2004 (1re éd. 1980), 438 p. (ISBN 978-2-235-02253-8).
- Gaston Duchet-Suchaux et Patrick Périn, Clovis et les Mérovingiens, Paris, Tallandier, coll. « La France au fil de ses rois », 2002, 160 p. (ISBN 2-235-02321-5).
- Laurent Theis, Dagobert : un roi pour un peuple, Paris, Fayard, 1982, 184 p. (ISBN 2-213-01114-1, présentation en ligne).

- Dominique Petit,  Dagobert, (Collection Biographie et mythes historiques) éditions Ellipses, Paris, 2023.